# Імоджен (фільм)
«Імоджен» — комедійна стрічка 2012 року, світова прем'єра якої відбулась на Міжнародному кінофестивалі в Торонто.

## Сюжет
Колись багатообіцяльний драматург Імоджен зараз працює на низькооплачуваній роботі в журналі. Її коханий йде від неї, а потім Імоджен звільняють з роботи. Шукаючи підтримку в колишнього нареченого та з метою повернути його вона розігрує самогубство. Прокинувшись у психіатричному відділенні її віддають під домашній нагляд матері. Зельда — ексцентрична жінка, яка любить витрачати гроші на ігрові автомати, але доньці нічого не залишається як їхати з нею. Імоджен вперше за багато років потрапляє додому. З розмови мами та її коханця Джорджа Буша вона дізнається, що її батько живий. Імоджен і її брат Ральф вирушають на пошуки татка.

## У ролях
| Актор                 | Роль           |
| --------------------- | -------------- |
| Крістен Віг           | Імоджен        |
| Аннетт Бенінг         | Зельда         |
| Метт Діллон           | Джордж Буш     |
| Даррен Крісс          | Лі             |
| Крістофер Фіцджеральд | Ральф          |
| Наташа Ліонн          | Еллісон        |
| Джун Діана Рейфіл     | Дара           |
| Боб Балабан           | батько Імоджен |
| Ніколь Патрік         | Аманда         |
| Браян Петсос          | Пітер          |
| Мішель Герд           | Ліббі          |

## Створення фільму

### Виробництво
Зйомки фільму проходили в Нью-Джерсі та Нью-Йорку, США.

### Знімальна група
- Кінорежисери — Шарі Спрінгер Берман, Роберт Пульчіні
- Сценарист — Мішель Морган
- Кінопродюсери — Марк Амін, Алікс Мадіган, Селін Реттрей, Труді Стайлер
- Композитор — Роб Сімонсен
- Кінооператор — Стів Єлдін
- Кіномонтаж — Роберт Пульчіні
- Художник-постановник — Анні Шпіц
- Художник-декоратор — Шеннон Фіннерті
- Художник по костюмах — Том Броекер
- Підбір акторів — Енн Гоулдер[3].

## Сприйняття
Фільм отримав негативні відгуки. На сайті Rotten Tomatoes оцінка стрічки становить 22 % від кінокритиків із середньою оцінкою 4,5/10 (94 голоси) і 33 % на основі 12 040 відгуків від глядачів (середня оцінка 2,9/5). Фільму зарахований «гнилий помідор» і «розсипаний попкорн» від глядачів, Internet Movie Database — 5,8/10 (13 292 голосів), Metacritic — 38/100 (33 відгуки від критиків) і 5,9/10 (24 відгуки від глядачів).